# Nicolas Dings
Nicolaas Lambertus Maria (Nicolas) Dings (Tegelen, 20 juli 1953) is een Nederlands beeldhouwer en tekenaar.

## Leven en werk
Dings volgde opleidingen aan de Stadsacademie in Maastricht en de Rijksakademie van beeldende kunsten in Amsterdam. Zijn plastieken zijn vaak driedimensionale collages, waarbij hij bijvoorbeeld terrazzo combineert met bronzen en stalen elementen. Hij werkt in Amsterdam.

## Werken in de openbare ruimte
- Water en vuur (1992), Zavelhal, Vlietwal, Nieuwegein
- Fortitudo (1995), Europa allee, Kampen
- De toren van Duikersloot (1996), Klapwijkseweg, Pijnacker
- Octogon (1996), Tongerloplein, Roosendaal
- De Marken (1997), Woudhuizerallee, Apeldoorn[2]
- Zwaar weer (1999), Nassauhaven, Rotterdam
- Hof der Herinnering (1999), Beemsterstraat, Amsterdam
- Niets gaat sneller dan de jaren (1999), Hattem
- Argentum (2002), Stadsring/Molenstraat, Amersfoort
- Aktion (2003), Dr. Nassaulaan, Assen
- Kaffee Kantate (2003), Wallenhorst, Osnabrück
- Brikken bakken of Met mekare,veur mekare (2004), Meddoseweg in de buurtschap Zwolle, Oost Gelre
- Der Lügner (2004/05), Natruper-Tor-Wall, Osnabrück
- Tijd baart rozen (2005), Meppel
- Beschermengel (2007), Newtonlaan, Utrecht
- Baruch Spinoza (2008), Zwanenburgwal, Amsterdam
- Brittenburg (2010) (Limes-kunstwerk), Katwijk
- Het Beleg van Steenwijk (2012), Steenwijk
- Daphne  (2022), Roden

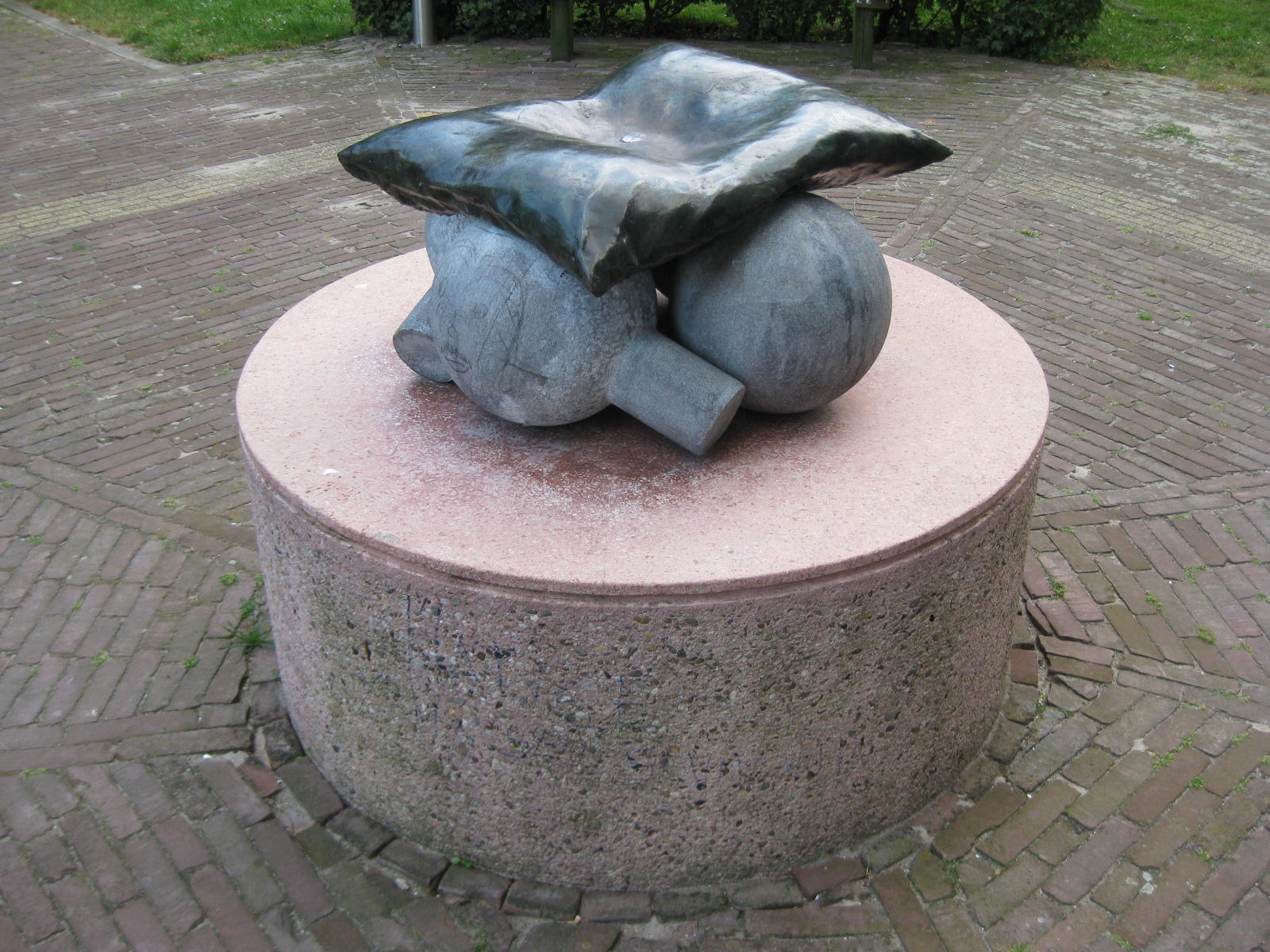
Onderdeel van Hof der Herinnering (1999), Amsterdam
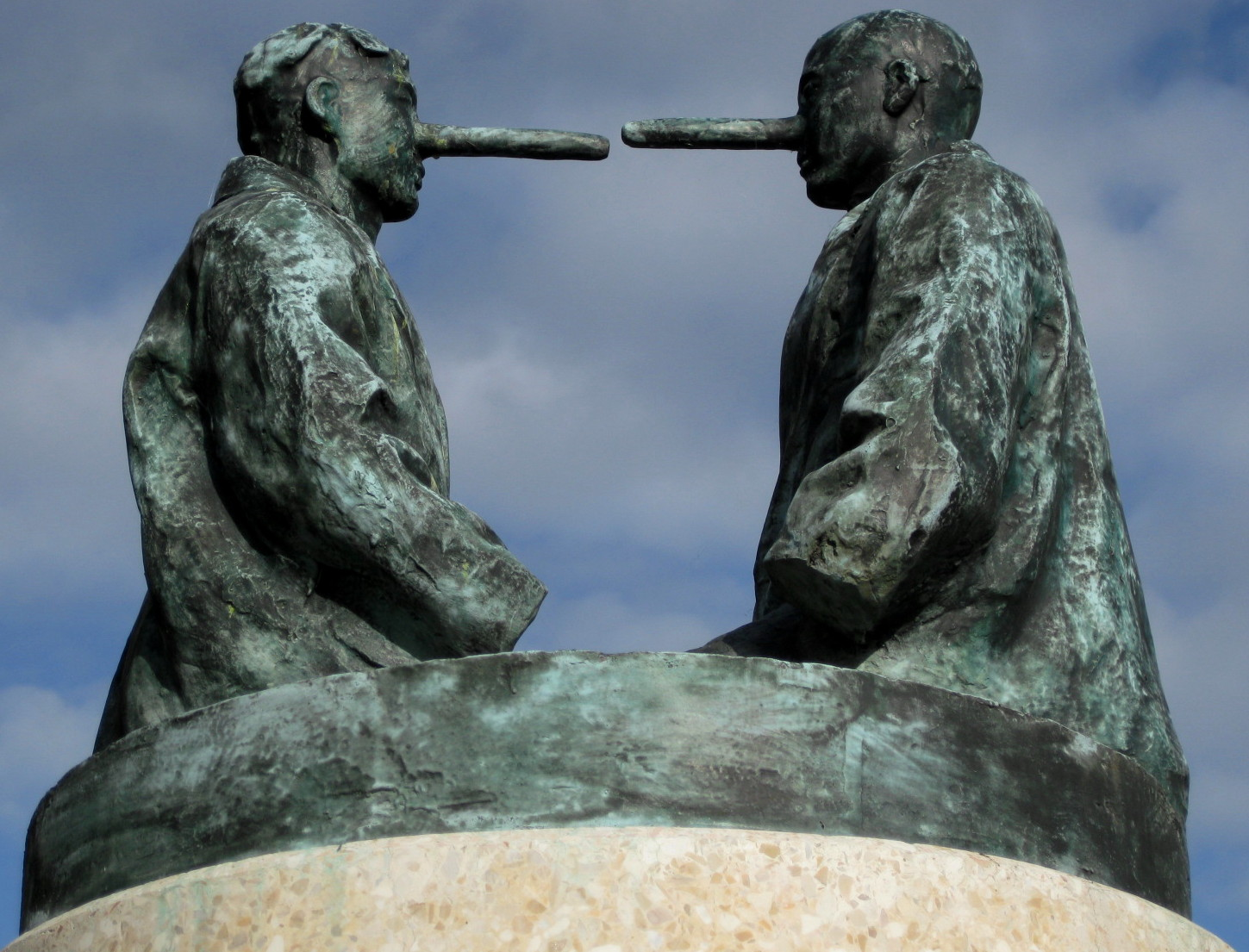
Detail van Der Lügner (2004/2005), Osnabrück
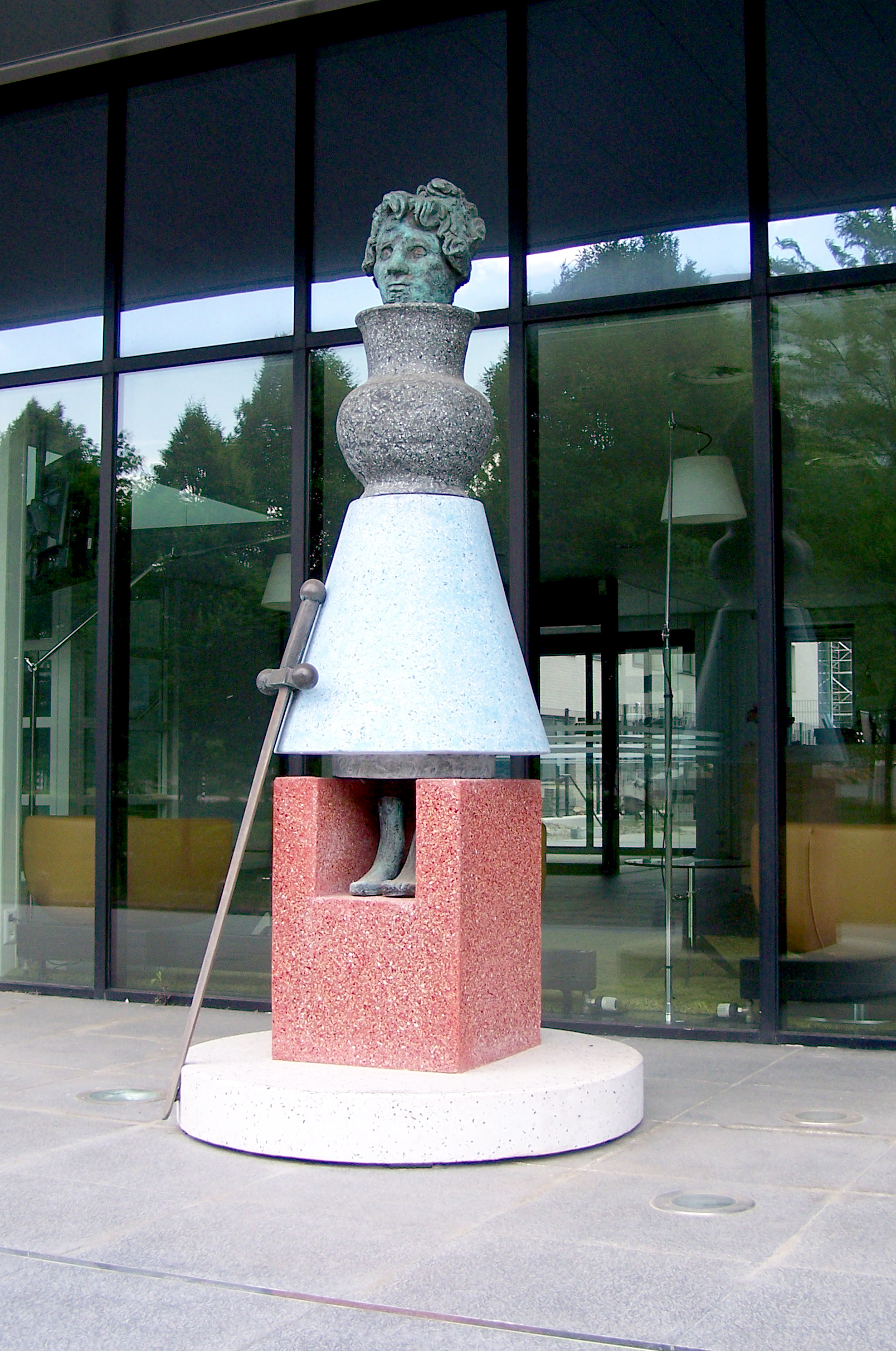
Beschermengel (2007), Utrecht
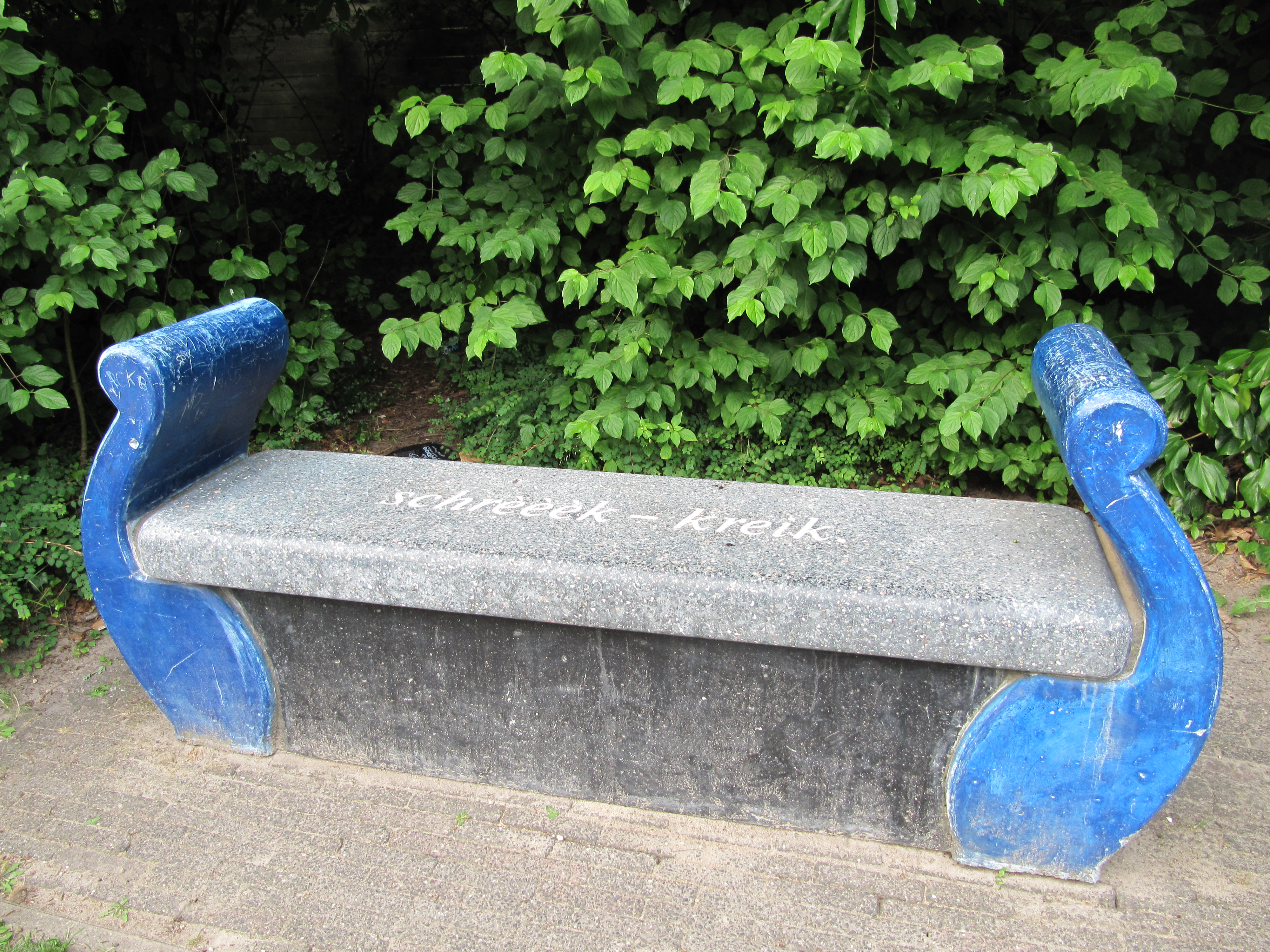
Onomatopee, bank in het rosarium van park Randenbroek in Amersfoort